# Иргашев, Руслан
Руслан Иргашев (род. 26 августа 1989, Самарканд) — главный тренер мужской сборной Азербайджана по спортивной гимнастике.

## Биография
Родился 26 августа 1989 года в Самарканде. Окончил Узбекский государственный институт физической культуры.
Занимался в колледже Олимпийского резерва в Ташкенте.
В апреле 2007 года занял 1 место в группе мастеров спорта в многоборье среди юношей первенства Узбекистана по спортивной гимнастике среди учащихся специализированных школ.
Являлся старшим тренером Узбекистана по мужской спортивной гимнастике. Его ученик, Расулжон Абдурахимов участвовал на Олимпийских играх 2020.
Участвовал на чемпионате мира по спортивной гимнастике 2011.
В 2020 году переехал в Азербайджан.
Главный тренер мужской сборной Азербайджана по спортивной гимнастике.